# Ça ira (film)
Pour les articles homonymes, voir Ça ira (homonymie).
Pour plus de détails, voir Fiche technique et Distribution.
Ça ira, parfois sous-titré Il fiume della rivolta, est un film documentaire italien réalisé par Tinto Brass et sorti en 1964. Tirant son nom de la chanson révolutionnaire populaire Ah ! ça ira, le film est un récit critique des révolutions du XXe siècle, de 1900 à 1962, et de leur héritage.

## Synopsis
Brass monte une série de séquences macabres et très directes relatant la révolution d'Octobre, la révolution mexicaine, la Grande guerre, l'invasion de la Chine par les Japonais, la guerre d'Espagne, la Seconde Guerre mondiale, le nazisme, le fascisme, les camps de la mort et les bombes atomiques sur Hiroshima et Nagasaki.
Paul Éluard apparaît également dans le film, lisant un de ses poèmes, et il y a deux chansons interprétées par Édith Piaf et Edmonda Aldini (it). Le thème du sexe comme dérailleur idéologique est également présenté comme fauteur de guerre.

## Fiche technique
- Titre original italien : Ça ira[1]
- Sous-titre : Il fiume della rivolta
- Titre espagnol : El Yankee ovvero Matar o morir ou El yankee
- Réalisation : Tinto Brass
- Scenario : Tinto Brass, Franco Arcalli, Giancarlo Fusco (it)
- Photographie : Bruno Barcarol
- Montage : Tinto Brass
- Musique : Romolo Grano (it)
- Société de production : Zebra Film
- Pays de production :  Italie
- Langue originale : Italien
- Format : Noir et blanc - Son mono - 35 mm
- Durée : 85 minutes
- Genre : Documentaire
- Dates de sortie :
  - Italie : 6 septembre 1964 (Mostra de Venise 1964) ; 3 décembre 1964 (sortie nationale)

## Distribution
Voix d'Enrico Maria Salerno, Sandra Milo, Tino Buazzelli

## Accueil critique
Le Dizionario dei film de Morando Morandini éreinte le film en affirmant qu'il s'agit d'un travail de montage sur les révolutions du XXe siècle, composé d'images trop familières et commenté d'une manière qui n'explique rien mais qui ne fait que véhiculer avec une ironie sarcastique les opinions anarchistes et libertaires de son auteur.